# Ngã rẽ hạnh phúc (phim truyền hình)
Ngã Rẽ Hạnh Phúc (Tên tiếng Anh: Best Choice Ever) là một bộ phim truyền hình tình cảm, tâm lý xã hội Trung Quốc đại lục, công chiếu năm 2024. Phim được chuyển thể từ tiểu thuyết cùng tên của nhà văn Diệc Thư, do Điền Vũ đạo diễn.
Phim chính thức khai máy vào ngày 18 tháng 6 năm 2023 và được phát sóng lần đầu tiên vào ngày 9 tháng 4 năm 2024 trên kênh CCTV-8 và Tencent Video. Tại Việt Nam, phim phát sóng lúc 21h30 thứ 2, thứ 3 hàng tuần trên kênh THVL1 bắt đầu từ ngày 16 tháng 6 năm 2025.

## Nội dung
Phim xoay cuộc đời của Mạch Thừa Hoan, 29 tuổi, là nhân viên marketing tại khách sạn gia đình Botticelli. Cô sinh ra và lớn lên trong gia đình trung lưu, nhiều tình thương.
Thừa Hoan có bạn trai là Gia Lượng.  Mẹ cô luôn theo dõi cô và suốt ngày giục con gái sớm làm đám cưới. Gia Lượng là một thiếu gia nhưng lại giả nghèo để sống trong sự “bảo bọc”, yêu chiều của bạn gái suốt 3 năm. Khi biết bạn trai là thiếu gia của công ty nội thất Đức San, Thừa Hoan nói lời chia tay. Cô không chịu được sự chênh lệch về gia cảnh, cùng sự coi thường của gia đình anh.
Thừa Hoan còn gặp khó khăn với sếp mới đến Diêu Chí Minh. Ngay ngày đầu đến nhậm chức, vì hiểu lầm Diêu Chí Minh đã đuổi việc Thừa Hoan vì cho rằng cô không chuyên nghiệp. Khi biết Thừa Hoan là bạn gái của Gia Lượng (con trai của chủ công ty nội thất Đức San), Diêu Chí Minh muốn lợi dụng cô để điều tra về công ty này nên cho cô cơ hội quay lại làm việc. Nhưng Thừa Hoan không chấp nhận lợi dụng gia thế nhà bạn trai để tiến thân. Thừa Hoan là người ngay thẳng, kiên định với việc chọn chứng minh năng lực bằng chính khả năng và bản lĩnh của mình. 
Tuy ban đầu có một số hiểu lầm và mâu thuẫn, song trải qua nhiều thăng trầm, Diêu Chí Minh và Thừa Hoan đã có tình cảm với nhau. Thừa Hoan cũng ngày một mạnh mẽ và độc lập hơn để có thể khẳng định khả năng của bản thân.

## Dàn diễn viên và phân vai

### Diễn viên chính
| Diễn viên       | Vai diễn       | Giới thiệu |
| Dương Tử        | Mạch Thừa Hoan | Làm việc tại phòng kinh doanh của khách sạn Botticelli. Trong công việc, cô là người nỗ lực, giỏi giang và bản lĩnh, nhưng ở nhà cô lại chịu sự kiểm soát của mẹ, luôn bị mẹ hối thúc chuyện kết hôn. Thừa Hoan có bạn trai 3 năm nhưng không biết thân phận thật sự của anh chàng là 1 thiếu gia nhà giàu. |
| Hứa Khải        | Diêu Chí Minh  | Giám đốc điều hành khách sạn Botticelli, đẹp trai, tài giỏi, bên ngoài lạnh lùng bên trong ấm áp. Ban đâu, Chí Minh chỉ lợi dụng Thừa Hoan để điều tra về công ty nội thất của bố bạn trai Thừa Hoan, sau đó anh có tình cảm với cô.                                                                        |
| Ngưu Tuấn Phong | Tân Gia Lượng  | Yêu Thừa Hoan thật lòng nhưng che giấu thân phận là con nhà giàu với Thừa Hoan trong suốt 3 năm. Mê game, tính cách hồn nhiên, vô tư, lông bông nên không bảo vệ được tình yêu, khiến bạn gái bị gia đình anh coi thường.                                                                                   |
| Trương Diệu để  | Mạch Thừa Tảo  | Em trai của Thừa Hoan, vừa tốt nghiệp đại học Luật. Thừa Tảo có tình cảm với Vịnh Hân – bạn thân của chị gái. |
| Hứa Linh Nguyệt | Mao Vịnh Hân   | Nhà thiết kế, là bạn thân của Thừa Hoan. Vịnh Hân kết hôn ngay sau khi tốt nghiệp đại học, rồi ly hôn. Cô làm mẹ đơn thân nuôi con trai 4 tuổi. |

### Diễn viên phụ
- Hà Tái Phi vai Lưu Uyển Ngọc (mẹ Thừa Hoan và Thừa Tảo)
- Diêu An Liêm vai Mạch Lai Thiêm (bố Thừa Hoan và Thừa Tảo)
- Ngô Ngạn Thư vai Trần Thục Trân (Bà nội ruột của Diêu Chí Minh; Mẹ kế của Mạch Lai Thiêm; Bà nội kế của Mạch Thừa Hoan, Chủ sở hữu khách sạn Hưng An Lý)
- Hứa Á Quân vai Tân Chí San (Bố của Tân Gia Lượng, ông chủ công ty nội thất Đức San). Cặp bồ với Bảo Kiều.
- Đặng Anh vai Trần Đức Tinh (Mẹ của Tân Gia Lượng)
- Quách Vân Kỳ vai Hà Đông (Trợ lý đặc biệt của Diêu Chí Minh)
- Vương Tử Vy vai Chu Bảo Kiều (tình nhân của Tân Chí San, bạn cùng phòng đại học của Thừa Hoan).
- Cung Bội Bật vai Trương Bồi Sinh (Từng được Mạch Lai Thiêm cứu giúp, để trả ơn đã thuê ông làm tài xế và sắp xếp cho Thừa Hoan làm việc tại khách sạn Botticelli. Muốn thâu tóm Hưng An Lý để leo lên vị trí tổng giám đốc tập đoàn Việt Đạt, nên khi Thừa Hoan vừa tiếp quản khách sạn, đã liên tục gây khó dễ).
- Bao Thần Hy vai Tiền Đa Đa
- Vương Sở Du vai Điền Phong
- Hà Phụng Thiên vai Trâu Nam (Cấp dưới của Trương Bồi Sinh).
- Lỗ Chiếu Hoa vai Trương Tử Ngọc (Con gái của Trương Bồi Sinh)
- Hồ Đan Đan vai Tân Giai Lệ (Chị gái của Tân Gia Lượng)

## Xếp hạng
| Xếp hạng tuần đầu phát sóng trên Trung Quốc đại lục kênh CCTV-8 (theo Dữ liệu lớn về nghe nhìn Trung Quốc) | Xếp hạng tuần đầu phát sóng trên Trung Quốc đại lục kênh CCTV-8 (theo Dữ liệu lớn về nghe nhìn Trung Quốc) | Xếp hạng tuần đầu phát sóng trên Trung Quốc đại lục kênh CCTV-8 (theo Dữ liệu lớn về nghe nhìn Trung Quốc) | Xếp hạng tuần đầu phát sóng trên Trung Quốc đại lục kênh CCTV-8 (theo Dữ liệu lớn về nghe nhìn Trung Quốc) | Xếp hạng tuần đầu phát sóng trên Trung Quốc đại lục kênh CCTV-8 (theo Dữ liệu lớn về nghe nhìn Trung Quốc) | Xếp hạng tuần đầu phát sóng trên Trung Quốc đại lục kênh CCTV-8 (theo Dữ liệu lớn về nghe nhìn Trung Quốc) |
| Số tập | Ngày phát sóng                                                                                             | Tỷ lệ người xem                                                                                            | Thị phần người xem                                                                                         | Thứ hạng                                                                                                   | Nguồn |
| --- | --- | --- | --- | --- | --- |
| 1-8 | 9 tháng 4 năm 2024 – 12 tháng 4 năm 2024                                                                   | 1.513% | 5.912% | 3 | [ 7 ] |
| 9-22 | 13 tháng 4 năm 2024 – 19 tháng 4 năm 2024                                                                  | 1.775% | 6.821% | 2 | [ 8 ] |
| 23-36 | 20 tháng 4 năm 2024 – 26 tháng 4 năm 2024                                                                  | 1.830% | 7.020% | 2 | [ 9 ] |
| 37 | 27 tháng 4 năm 2024                                                                                        | 1.925% | 7.535% | 2 | [ 10 ] |

## Giải thưởng
| Năm  | Lễ trao giải              | Giải thưởng                 | Kết quả   |
| ---- | ------------------------- | --------------------------- | --------- |
| 2023 | Tencent Video Star Awards | Tác phẩm được mong đợi nhất | Đoạt giải |

## Thành tích
Đạt Rating cao trên Đài CCTV8
Phá kỷ lục trên Tencent Video: Đạt 4 triệu lượt đặt trước, nhanh chóng vượt mốc nhiệt 28000. 
Nâng tầm diễn viên: Giúp Dương Tử tăng 97.000 fan Weibo và Hứa Khải tăng 300.000 fan, khẳng định vị thế và cải thiện hình ảnh cho cả hai.